# Achenkirch
Achenkirch (fino al 1971 Achental) è un comune austriaco di 2 182 abitanti nel distretto di Schwaz, in Tirolo. Sorge sulle Alpi di Brandenberg e consiste di alcuni villaggi situati nella valle del lago Achensee, capolinea della ferrovia dell'Achensee che lo collega a Jenbach.
Stazione sciistica specializzata nello sci alpino, ha ospitato tra l'altro i Campionati europei juniores 1979.